# نهر ليخ
نهر ليخ أحد روافد نهر الدانوب اليمنى. بطول 264 كم ينبع من فورالبيرغ ثم يجري عبر تيرول وجنوب البايرن. ليصب أخيراً في نهر الدانوب.
قرب الحدود النمساوية الألمانية يصب في نهر الليخ نهر فيلز ثم يتجه لمنطقة شفابن والبايرن العليا. من المدن الكبرى على نهر الليخ مدينة لانديسبيرغ أم ليخ. ومدينة أوغسبورغ وفيها يلتقي بنهر فيرتاخ.

## معرض صور

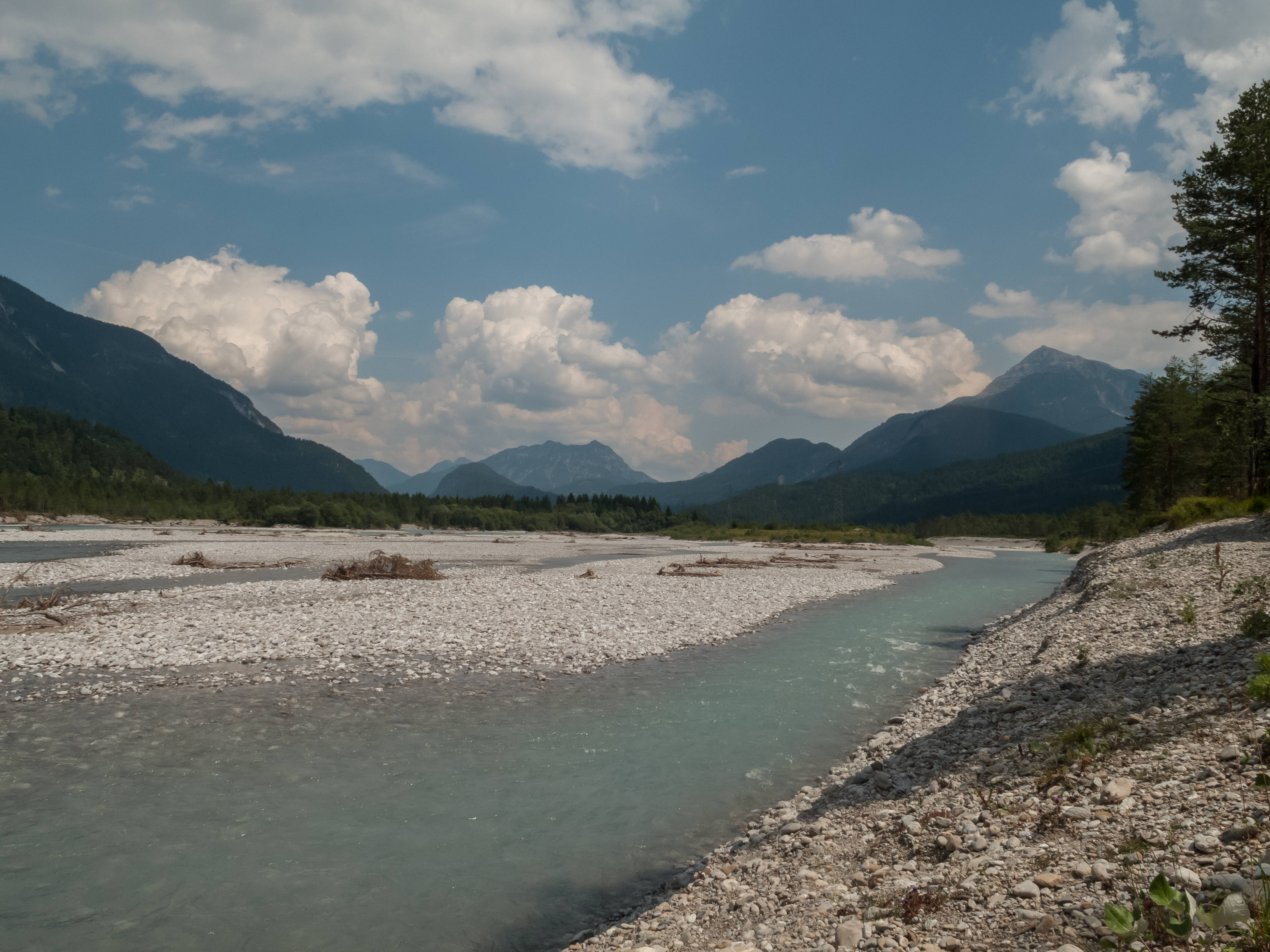
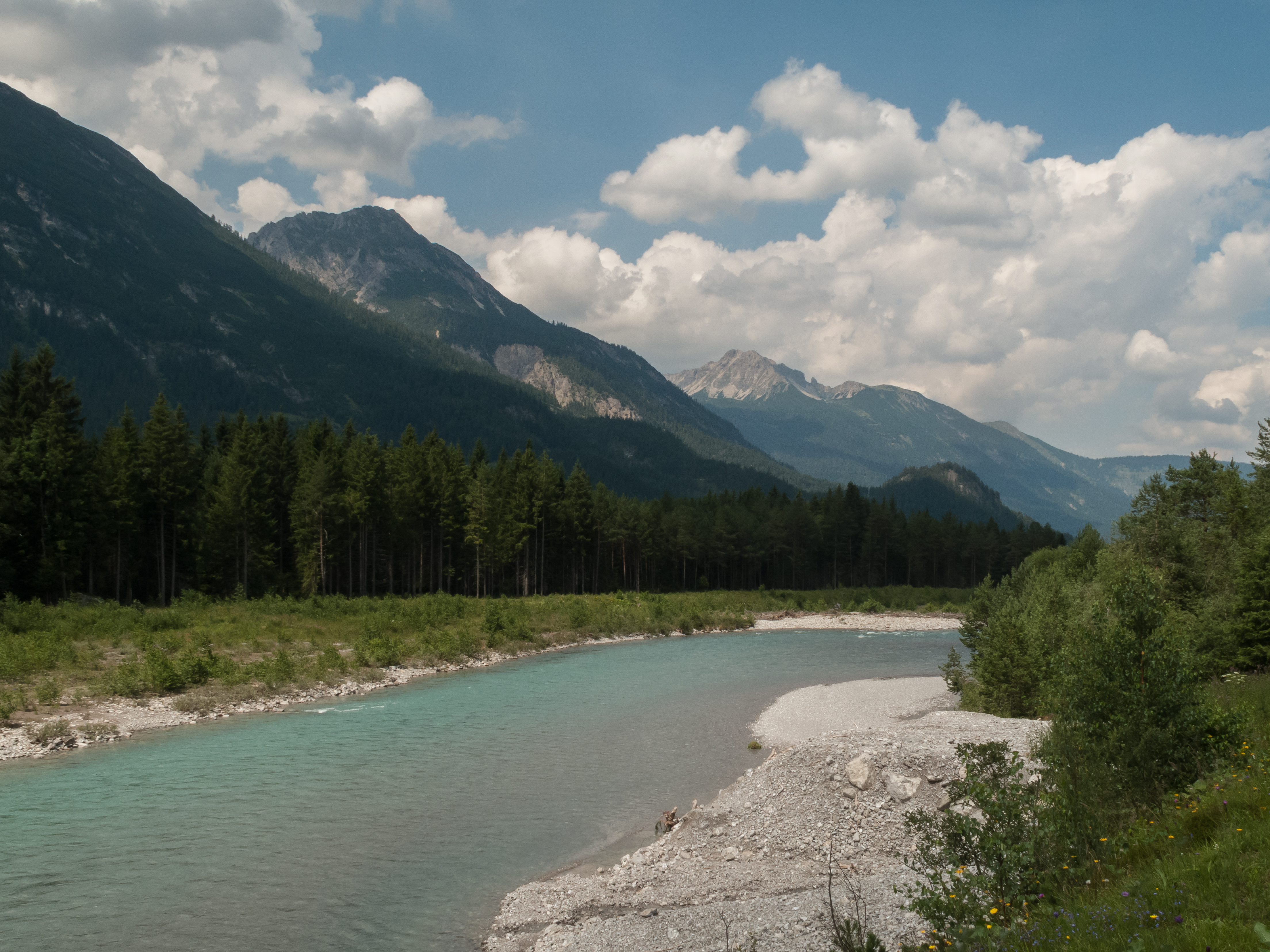
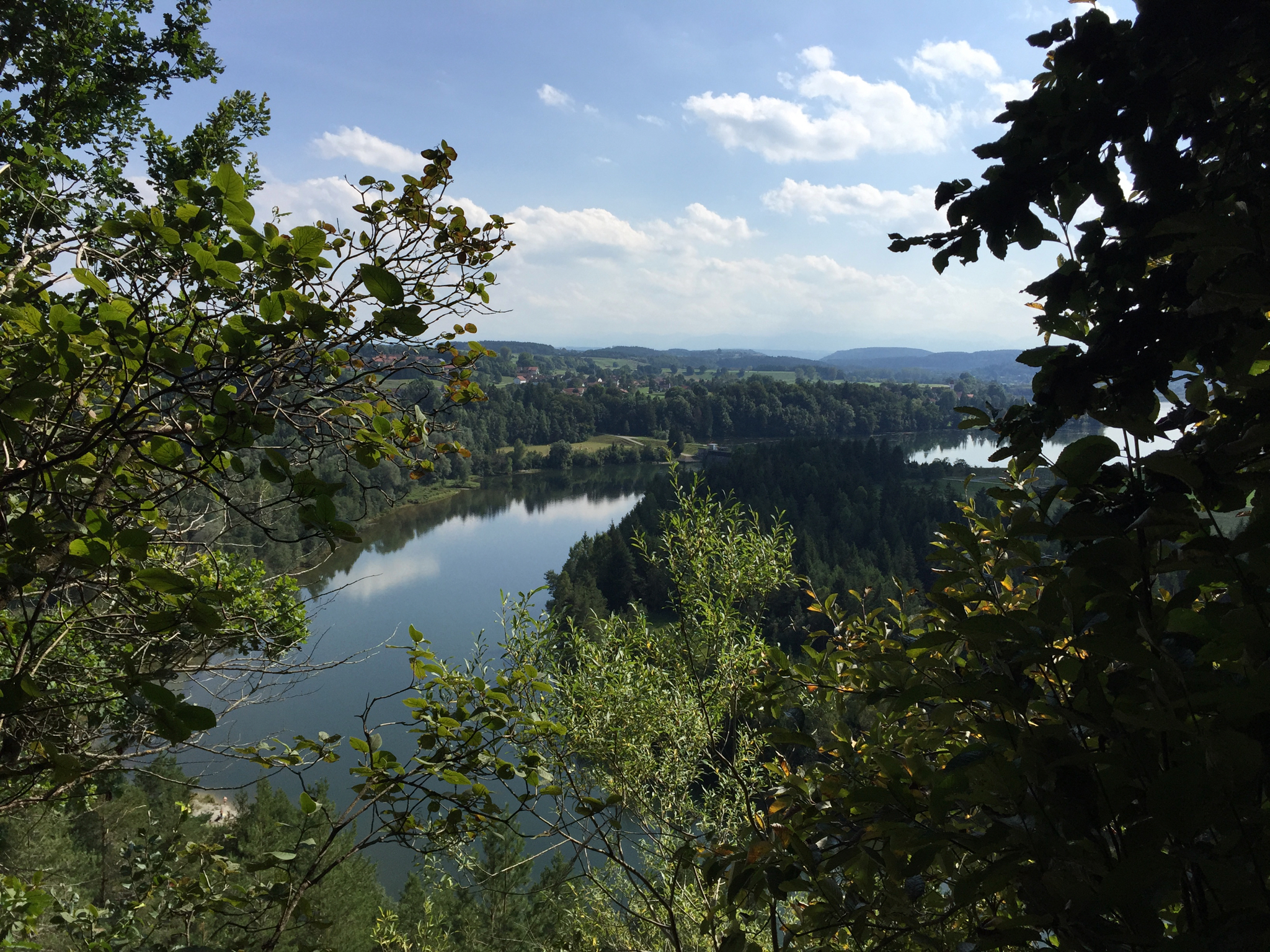
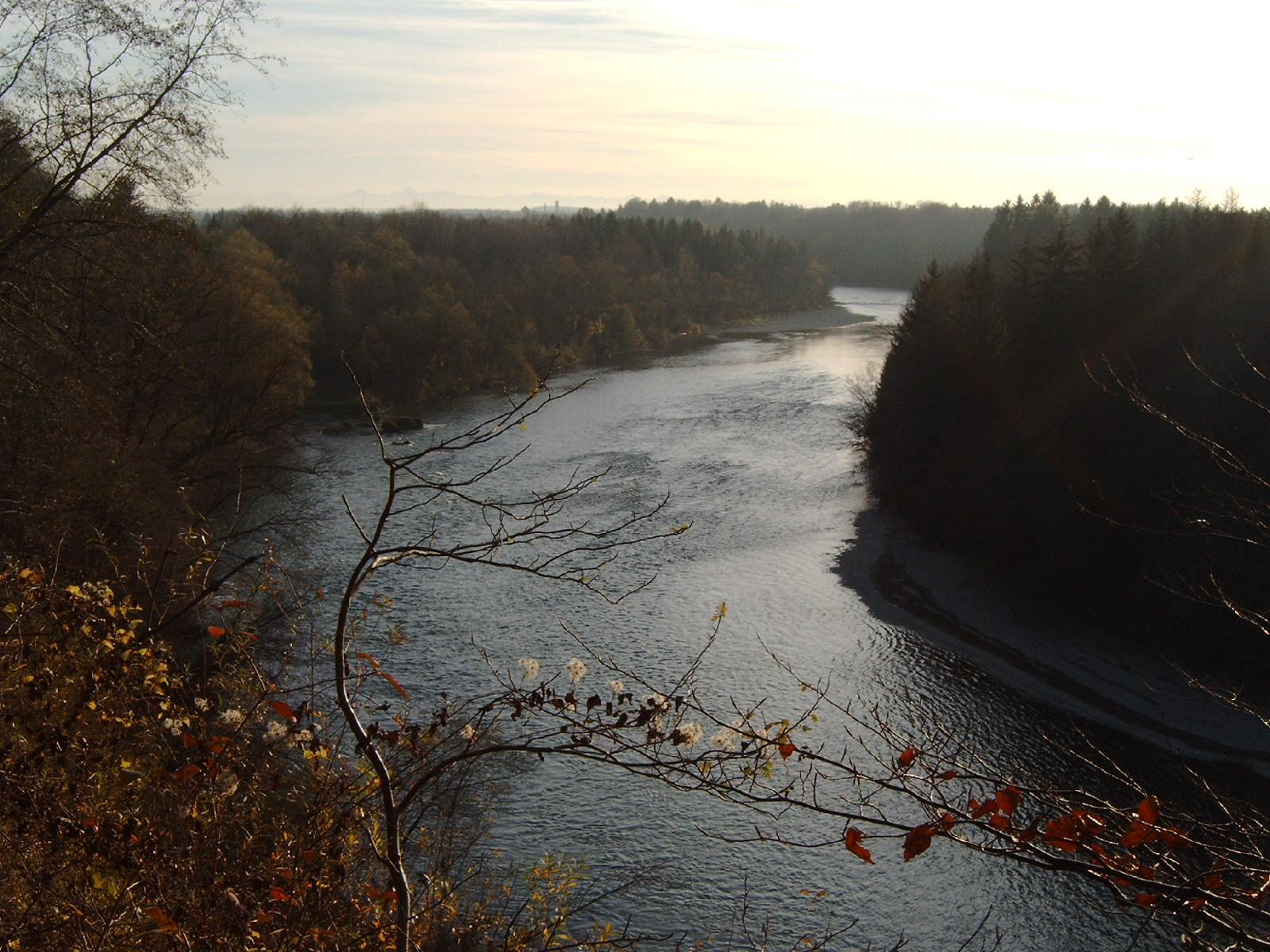